# 1. Fußball-Club Nürnberg Verein für Leibesübungen 2006-2007
Questa voce raccoglie le informazioni riguardanti il 1. Fußball-Club Nürnberg Verein für Leibesübungen nelle competizioni ufficiali della stagione 2006-2007.

## Stagione
Nella stagione 2006-2007 il Norimberga, allenato da Hans Meyer, concluse il campionato di Bundesliga al 6º posto. In Coppa di Germania il Norimberga vinse la finale contro lo Stoccarda.

## Rosa
| N. |                        | Ruolo | Calciatore        |
| -- | ---------------------- | ----- | ----------------- |
| 1  | Germania (bandiera)    | P     | Raphael Schäfer   |
| 3  | Australia (bandiera)   | D     | Michael Beauchamp |
| 4  | Brasile (bandiera)     | D     | Gláuber           |
| 5  | Germania (bandiera)    | D     | Andreas Wolf      |
| 6  | Rep. Ceca (bandiera)   | C     | Tomáš Galásek     |
| 7  | Rep. Ceca (bandiera)   | D     | Marek Nikl        |
| 8  | Rep. Ceca (bandiera)   | C     | Jan Polák         |
| 9  | Paesi Bassi (bandiera) | A     | Gerald Sibon      |
| 10 | Croazia (bandiera)     | C     | Ivica Banović     |
| 11 | Slovacchia (bandiera)  | C     | Marek Mintál      |
| 13 | Russia (bandiera)      | A     | Ivan Saenko       |
| 16 | Australia (bandiera)   | D     | Dean Heffernan    |
| 18 | Germania (bandiera)    | P     | Daniel Klewer     |
| 19 | Danimarca (bandiera)   | C     | Jan Kristiansen   |
| 20 | Australia (bandiera)   | A     | Joshua Kennedy    |
| 21 | Germania (bandiera)    | A     | Markus Schroth    |

| N. |                                 | Ruolo | Calciatore         |
| -- | ------------------------------- | ----- | ------------------ |
| 22 | Germania (bandiera)             | C     | Marco Engelhardt   |
| 23 | Australia (bandiera)            | D     | Matthew Špiranović |
| 24 | Slovacchia (bandiera)           | C     | Vratislav Greško   |
| 25 | Argentina (bandiera)            | D     | Javier Pinola      |
| 26 | Germania (bandiera)             | A     | Christoph Weber    |
| 28 | Germania (bandiera)             | D     | Dominik Reinhardt  |
| 30 | Germania (bandiera)             | P     | Alexander Stephan  |
| 31 | Germania (bandiera)             | D     | Thomas Paulus      |
| 32 | Croazia (bandiera)              | A     | Leon Benko         |
| 33 | Slovacchia (bandiera)           | A     | Róbert Vittek      |
| 34 | Germania (bandiera)             | C     | Sebastian Huber    |
| 35 | Cambogia (bandiera)             | A     | Chhunly Pagenburg  |
| 36 | Tunisia (bandiera)              | C     | Jawhar Mnari       |
| 37 | Germania (bandiera)             | C     | Sebastian Szikal   |
| 40 | Bosnia ed Erzegovina (bandiera) | A     | Petar Jelić        |

## Organigramma societario
Area tecnica
- Allenatore: Hans Meyer
- Allenatore in seconda: Dieter Lieberwirth, Jürgen Raab
- Preparatore dei portieri: Adam Matysek
- Preparatori atletici: Andreas Schlumberger, Sven Brechetsbauer, Günter Jonczyk

## Calciomercato

### Sessione estiva
| Acquisti | Acquisti          | Acquisti       | Acquisti |
| R.       | Nome              | da             | Modalità |
| -------- | ----------------- | -------------- | -------- |
| D        | Michael Beauchamp | C.C. Mariners  |          |
| A        | Leon Benko        | Varaždin       |          |
| C        | Marco Engelhardt  | Kaiserslautern |          |
| C        | Tomáš Galásek     | Ajax           |          |
| D        | Dean Heffernan    | C.C. Mariners  |          |
| A        | Joshua Kennedy    | Dinamo Dresda  |          |
| A        | Gerald Sibon      | PSV            |          |

| Cessioni | Cessioni          | Cessioni         | Cessioni |
| R.       | Nome              | da               | Modalità |
| -------- | ----------------- | ---------------- | -------- |
| C        | Mario Cantaluppi  | Lucerna          |          |
| C        | Adel Chedli       | Sion             |          |
| A        | Markus Daun       | Duisburg         |          |
| A        | Stefan Kießling   | Bayer Leverkusen |          |
| C        | Martin Klarer     | Ingolstadt 04    |          |
| D        | Benjamin Lense    | Bochum           |          |
| C        | Lars Müller       | Augusta          |          |
| C        | Sven Müller       | Kaiserslautern   |          |
| C        | Sezer Öztürk      | Manisaspor       |          |
| P        | Philipp Tschauner | Monaco 1860      |          |

### Sessione invernale
| Acquisti | Acquisti           | Acquisti        | Acquisti |
| R.       | Nome               | da              | Modalità |
| -------- | ------------------ | --------------- | -------- |
| A        | Petar Jelić        | Carl Zeiss Jena |          |
| D        | Matthew Špiranović | FFA CoE         |          |

| Cessioni | Cessioni | Cessioni | Cessioni |
| R.       | Nome     | da       | Modalità |
| -------- | -------- | -------- | -------- |

## Risultati

### Bundesliga

#### Girone di andata
| Arbitro: | Meyer |

|  |           |                                   |
|  | Marcatori | 37’ Vittek 45’ Schroth 78’ Saenko |

| Arbitro: | Wagner |

|            |           |  |
| Schroth 5’ | Marcatori |  |

| Monaco di Baviera 26 agosto 2006, ore 15:30 CEST 3ª giornata | Bayern Monaco | 0 – 0 referto | Norimberga | Allianz Arena (69 900 spett.)\| Arbitro: \| Kinhöfer \| |
| Arbitro:                                                     | Kinhöfer      |               |            |                                                         |

| Arbitro: | Gräfe |

|           |           |            |
| Polák 30’ | Marcatori | 10’ Gkekas |

| Arbitro: | Weiner |

|              |           |           |
| Baumgart 83’ | Marcatori | 10’ Mnari |

| Arbitro: | Seemann |

|           |           |            |
| Polák 24’ | Marcatori | 85’ Babatz |

| Arbitro: | Merk |

|           |           |                  |
| Polák 39’ | Marcatori | 26’ (rig.) Böhme |

| Arbitro: | Kircher |

|                                 |           |                      |
| Amanatidīs 4’ (rig.) Streit 57’ | Marcatori | 5’ Saenko 51’ Pinola |

| Arbitro: | Gagelmann |

|                  |           |           |
| Mnari 59’ (rig.) | Marcatori | 86’ Tinga |

| Arbitro: | Meyer |

|                   |           |             |
| Pantelić 29’, 65’ | Marcatori | 47’ Banović |

| Arbitro: | Gräfe |

|                    |           |                      |
| Banović 90’ (rig.) | Marcatori | 32’ Frings 79’ Diego |

| Arbitro: | Rafati |

|                 |           |             |
| Plaßhenrich 90’ | Marcatori | 29’ Galásek |

| Arbitro: | Schmidt |

|                                   |           |                              |
| Vittek 12’ Schroth 48’ Saenko 85’ | Marcatori | 8’ Madouni 69’ (aut.) Paulus |

| Arbitro: | Wagner |

|               |           |           |
| Menseguez 74’ | Marcatori | 7’ Saenko |

| Norimberga 3 dicembre 2006, ore 17:00 CET 15ª giornata | Norimberga | 0 – 0 referto | Schalke 04 | easyCredit-Stadion (43 242 spett.)\| Arbitro: \| Weiner \| |
| Arbitro:                                               | Weiner     |               |            |                                                            |

| Amburgo 9 dicembre 2006, ore 15:30 CET 16ª giornata | Amburgo | 0 – 0 referto | Norimberga | AOL Arena (54 628 spett.)\| Arbitro: \| Fandel \| |
| Arbitro:                                            | Fandel  |               |            |                                                   |

| Arbitro: | Gagelmann |

|                                          |           |            |
| Banović 32’ Schroth 56’ Mnari 90’ (rig.) | Marcatori | 5’ Brdaric |

#### Girone di ritorno
| Arbitro: | Fandel |

|                                                     |           |           |
| Saenko 26’ Greško 51’ Schroth 70’ Magnin 77’ (aut.) | Marcatori | 33’ Cacau |

| Mönchengladbach 30 gennaio 2007, ore 20:00 CET 19ª giornata | Borussia M'gladbach | 0 – 0 referto | Norimberga | Borussia-Park (33 116 spett.)\| Arbitro: \| Rafati \| |
| Arbitro:                                                    | Rafati              |               |            |                                                       |

| Arbitro: | Weiner |

|                                   |           |  |
| Saenko 12’ Schroth 71’ Vittek 86’ | Marcatori |  |

| Arbitro: | Kircher |

|  |           |                 |
|  | Marcatori | 88’, 90’ Saenko |

| Arbitro: | Kinhöfer |

|               |           |  |
| Beauchamp 73’ | Marcatori |  |

| Arbitro: | Gagelmann |

|                |           |            |
| Zidan 20’, 27’ | Marcatori | 64’ Saenko |

| Arbitro: | Seemann |

|                                            |           |                            |
| Kučera 44’ Wichniarek 50’ (rig.) Böhme 86’ | Marcatori | 16’ Banović 83’ Engelhardt |

| Arbitro: | Meyer |

|                               |           |                            |
| Spycher 81’ (aut.) Vittek 87’ | Marcatori | 26’ Kyrgiakos 69’ Takahara |

| Dortmund 17 marzo 2007, ore 15:30 CET 26ª giornata | Borussia Dortmund | 0 – 0 referto | Norimberga | Signal Iduna Park (80 100 spett.)\| Arbitro: \| Kircher \| |
| Arbitro:                                           | Kircher           |               |            |                                                            |

| Arbitro: | Rafati |

|                           |           |             |
| Galásek 4’ Engelhardt 60’ | Marcatori | 69’ Giménez |

| Arbitro: | Weiner |

|               |           |  |
| Rosenberg 75’ | Marcatori |  |

| Arbitro: | Kinhöfer |

|               |           |  |
| Pagenburg 12’ | Marcatori |  |

| Arbitro: | Drees |

|                    |           |  |
| Schneider 20’, 59’ | Marcatori |  |

| Arbitro: | Wagner |

|          |           |               |
| Wolf 23’ | Marcatori | 17’ Krzynówek |

| Arbitro: | Meyer |

|             |           |  |
| Kurányi 64’ | Marcatori |  |

| Arbitro: | Kircher |

|  |           |                               |
|  | Marcatori | 39’ van der Vaart 41’ Jarolím |

| Arbitro: | Drees |

|  |           |                                       |
|  | Marcatori | 54’ Mintál 62’ Engelhardt 90’ Banović |

### Coppa di Germania
| Arbitro: | Fischer |

|  |           |             |
|  | Marcatori | 58’ Banović |

| Arbitro: | Drees |

|            |           |                       |
| Bröker 60’ | Marcatori | 82’ Mintál 93’ Vittek |

| Arbitro: | Kircher |

|                           |                      |                                     |
| Mnari Pinola Greško Sibon | Tiri di rigore 2 – 1 | Buck N'Diaye Omodiagbe Sträßer Page |

| Arbitro: | Drees |

|                              |                      |                                      |
| Mnari Pinola Polák Reinhardt | Tiri di rigore 4 – 2 | Schröter Vinícius Cherundolo Štajner |

| Arbitro: | Fandel |

|                                                    |           |  |
| Engelhardt 3’ Saenko 25’ Galásek 54’ Pagenburg 89’ | Marcatori |  |

| Arbitro: | Weiner |

|                            |           |                                            |
| Cacau 20’ Pardo 80’ (rig.) | Marcatori | 28’ Mintál 47’ Engelhardt 109’ Kristiansen |

## Statistiche

### Statistiche di squadra
| Competizione      | Punti | In casa | In casa | In casa | In casa | In casa | In casa | In trasferta | In trasferta | In trasferta | In trasferta | In trasferta | In trasferta | Totale | Totale | Totale | Totale | Totale | Totale | DR  |
| Competizione      | Punti | G       | V       | N       | P       | Gf      | Gs      | G            | V            | N            | P            | Gf           | Gs           | G      | V      | N      | P      | Gf     | Gs     | DR  |
| ----------------- | ----- | ------- | ------- | ------- | ------- | ------- | ------- | ------------ | ------------ | ------------ | ------------ | ------------ | ------------ | ------ | ------ | ------ | ------ | ------ | ------ | --- |
| Bundesliga        | 48    | 17      | 8       | 7       | 2       | 26      | 16      | 17           | 3            | 8            | 6            | 17           | 16           | 34     | 11     | 15     | 8      | 43     | 32     | +11 |
| Coppa di Germania | -     | 3       | 1       | 2       | 0       | 4       | 0       | 3            | 3            | 0            | 0            | 6            | 3            | 6      | 4      | 2      | 0      | 10     | 3      | +7  |
| Totale            | 48    | 20      | 9       | 9       | 2       | 30      | 16      | 20           | 6            | 8            | 6            | 23           | 19           | 40     | 15     | 17     | 8      | 53     | 35     | +18 |

### Andamento in campionato
| Giornata  | 1 | 2 | 3 | 4 | 5 | 6 | 7 | 8 | 9 | 10 | 11 | 12 | 13 | 14 | 15 | 16 | 17 | 18 | 19 | 20 | 21 | 22 | 23 | 24 | 25 | 26 | 27 | 28 | 29 | 30 | 31 | 32 | 33 | 34 |
| --------- | - | - | - | - | - | - | - | - | - | -- | -- | -- | -- | -- | -- | -- | -- | -- | -- | -- | -- | -- | -- | -- | -- | -- | -- | -- | -- | -- | -- | -- | -- | -- |
| Luogo     | T | C | T | C | T | C | C | T | C | T  | C  | T  | C  | T  | C  | T  | C  | C  | T  | C  | T  | C  | T  | T  | C  | T  | C  | T  | C  | T  | C  | T  | C  | T  |
| Risultato | V | V | N | N | N | N | N | N | N | P  | P  | N  | V  | N  | N  | N  | V  | V  | N  | V  | V  | V  | P  | P  | N  | N  | V  | P  | V  | P  | N  | P  | P  | V  |
| Posizione | 1 | 1 | 1 | 2 | 4 | 2 | 6 | 5 | 7 | 9  | 12 | 12 | 9  | 9  | 9  | 9  | 7  | 7  | 7  | 6  | 5  | 5  | 5  | 5  | 5  | 6  | 6  | 6  | 5  | 6  | 5  | 5  | 6  | 6  |

Legenda:

Luogo: C = Casa; T = Trasferta. Risultato: V = Vittoria; N = Pareggio; P = Sconfitta.

### Statistiche dei giocatori
| Giocatore      | Bundesliga | Bundesliga | Bundesliga  | Bundesliga | Coppa di Germania | Coppa di Germania | Coppa di Germania | Coppa di Germania | Totale   | Totale | Totale      | Totale     |
| Giocatore      | Presenze   | Reti       | Ammonizioni | Espulsioni | Presenze          | Reti              | Ammonizioni       | Espulsioni        | Presenze | Reti   | Ammonizioni | Espulsioni |
| -------------- | ---------- | ---------- | ----------- | ---------- | ----------------- | ----------------- | ----------------- | ----------------- | -------- | ------ | ----------- | ---------- |
| I. Banović     | 25         | 5          | 4           | 0          | 4                 | 1                 | 0                 | 0                 | 29       | 6      | 4           | 0          |
| M. Beauchamp   | 18         | 1          | 2           | 0          | 3                 | 0                 | 0                 | 0                 | 21       | 1      | 2           | 0          |
| L. Benko       | 7          | 0          | 0           | 0          | 2                 | 0                 | 0                 | 0                 | 9        | 0      | 0           | 0          |
| M. Engelhardt  | 11         | 3          | 3           | 0          | 2                 | 2                 | 0                 | 0                 | 13       | 5      | 3           | 0          |
| T. Galásek     | 32         | 2          | 5           | 1          | 6                 | 1                 | 2                 | 0                 | 38       | 3      | 7           | 1          |
| G. Gláuber     | 20         | 0          | 2           | 0          | 3                 | 0                 | 3                 | 0                 | 23       | 0      | 5           | 0          |
| V. Greško      | 15         | 1          | 1           | 0          | 2                 | 0                 | 1                 | 0                 | 17       | 1      | 2           | 0          |
| D. Heffernan   | 0          | 0          | 0           | 0          | 0                 | 0                 | 0                 | 0                 | 0        | 0      | 0           | 0          |
| S. Huber       | 0          | 0          | 0           | 0          | 0                 | 0                 | 0                 | 0                 | 0        | 0      | 0           | 0          |
| P. Jelić       | 0          | 0          | 0           | 0          | 0                 | 0                 | 0                 | 0                 | 0        | 0      | 0           | 0          |
| J. Kennedy     | 0          | 0          | 0           | 0          | 0                 | 0                 | 0                 | 0                 | 0        | 0      | 0           | 0          |
| D. Klewer      | 1          | 0          | 1           | 0          | 3                 | 0                 | 0                 | 0                 | 4        | 0      | 1           | 0          |
| J. Kristiansen | 20         | 0          | 1           | 0          | 3                 | 1                 | 0                 | 0                 | 23       | 1      | 1           | 0          |
| M. Mintál      | 13         | 1          | 1           | 0          | 4                 | 2                 | 0                 | 0                 | 17       | 3      | 1           | 0          |
| J. Mnari       | 23         | 3          | 1           | 1          | 4                 | 0                 | 1                 | 0                 | 27       | 3      | 2           | 1          |
| M. Nikl        | 7          | 0          | 1           | 0          | 2                 | 0                 | 1                 | 0                 | 9        | 0      | 2           | 0          |
| C. Pagenburg   | 10         | 1          | 0           | 0          | 2                 | 1                 | 0                 | 0                 | 12       | 2      | 0           | 0          |
| T. Paulus      | 5          | 0          | 0           | 0          | 0                 | 0                 | 0                 | 0                 | 5        | 0      | 0           | 0          |
| J. Pinola      | 32         | 1          | 9           | 0          | 6                 | 0                 | 1                 | 0                 | 38       | 1      | 10          | 0          |
| J. Polák       | 30         | 3          | 3           | 0          | 5                 | 0                 | 0                 | 0                 | 35       | 3      | 3           | 0          |
| D. Reinhardt   | 30         | 0          | 3           | 0          | 5                 | 0                 | 0                 | 0                 | 35       | 0      | 3           | 0          |
| I. Saenko      | 32         | 9          | 4           | 0          | 6                 | 1                 | 2                 | 0                 | 38       | 10     | 6           | 0          |
| M. Schroth     | 31         | 6          | 3           | 0          | 4                 | 0                 | 1                 | 0                 | 35       | 6      | 4           | 0          |
| R. Schäfer     | 34         | 0          | 3           | 0          | 4                 | 0                 | 0                 | 0                 | 38       | 0      | 3           | 0          |
| G. Sibon       | 10         | 0          | 1           | 0          | 3                 | 0                 | 0                 | 0                 | 13       | 0      | 1           | 0          |
| A. Stephan     | 0          | 0          | 0           | 0          | 0                 | 0                 | 0                 | 0                 | 0        | 0      | 0           | 0          |
| S. Szikal      | 0          | 0          | 0           | 0          | 0                 | 0                 | 0                 | 0                 | 0        | 0      | 0           | 0          |
| R. Vittek      | 24         | 4          | 5           | 0          | 3                 | 1                 | 0                 | 0                 | 27       | 5      | 5           | 0          |
| C. Weber       | 0          | 0          | 0           | 0          | 0                 | 0                 | 0                 | 0                 | 0        | 0      | 0           | 0          |
| A. Wolf        | 32         | 1          | 14          | 0          | 5                 | 0                 | 0                 | 0                 | 37       | 1      | 14          | 0          |
| M. Špiranović  | 8          | 0          | 1           | 0          | 2                 | 0                 | 1                 | 0                 | 10       | 0      | 2           | 0          |